# Langues d'Occitanie
La langue qui définit l'aire occitane est la langue occitane.
Voir aussi l'article : Langue occitane.
Au début du XXIe siècle, l'Occitanie est globalement dans une situation diglossique où l'occitan subit la domination des langues officielles des États et parfois aussi celle de langues régionales vivaces.
- le français pour l'essentiel de l'Occitanie (tiers sud de la France et Monaco),
- l'italien et le piémontais dans les Valadas Occitanas (Piémont en Italie),
- l'italien et le sicilien à la Gàrdia (Calabre en Italie),
- l'espagnol et le catalan au Val d'Aran (Catalogne en Espagne).

En revanche, l'occitan est une langue officielle dans toute la Catalogne au même titre que le catalan et l'espagnol.
Il n'y a pas de statistique officielle de l'usage de l'occitan pour l'ensemble de l'Occitanie. 

## Évolution sociale de l'occitan

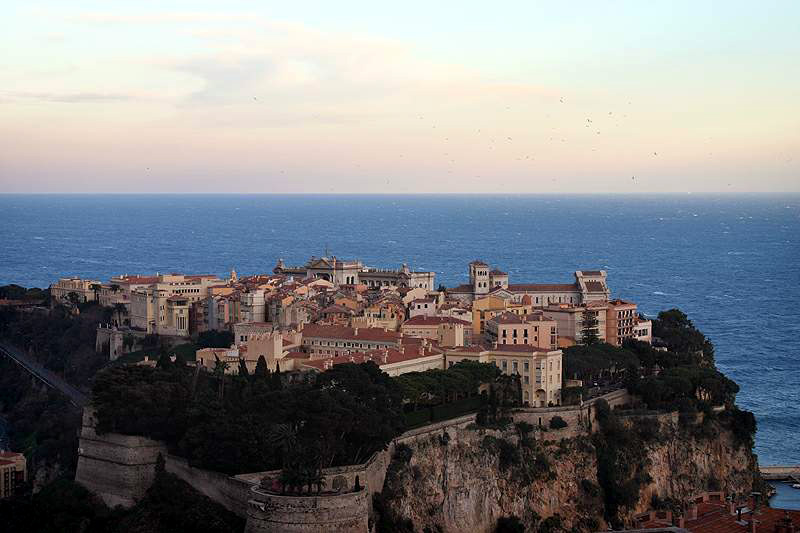
Occitanie: La principauté de Monaco et une vue du quartier de La Ròca.

Par définition, l’occitan est la langue traditionnelle et autochtone d'Occitanie. Elle comprend six dialectes : provençal (et le niçois), vivaroalpin, auvergnat, limousin, gascon et le languedocien.
L’occitan est issu du latin depuis le VIIIe siècle et il est resté la langue majoritaire de la population jusqu'au début du XXe siècle, même s'il a été combattu à partir de la Révolution Française. L’occitan laisse des traces importantes dans les documents latins. À partir du IXe siècle [Quoi ?]. La période des troubadours, aux XIIe et XIIIe siècles, a renforcé le prestige de l'occitan dans toute l'Europe.
À partir de la fin du XVe siècle, le français pénétré en Occitanie comme langue du pouvoir politique et culturel au détriment de l'Occitan. C'est ainsi qu'a commencé le bilinguisme et la subordination linguistique, qui s'est accentuée au XVIe siècle quand le français et l’italien se sont imposés comme seules langues officielles dans les territoires occitans, soumis au royaume de France (pour l'essentiel de l'Occitanie) ou au duché de Savoie (comté de Nice) et Valadas Occitanas). Cependant l’occitan demeure la langue principale des classes populaires, et partiellement dans les classes plus élevées (sous l'influence du français et de l'italien) et continue de bénéficier d'une certaine production littéraire.
Depuis le début du XIXe siècle, l'Occitan bénéficie d'une certaine renaissance culturelle et d'un mouvement de revendication qu'on peut qualifier d'occitanisme au sens large . Cependant, l'usage en a reculé entre 1920 et 1950, jusqu'à devenir minoritaire et a laissé la place aux autres langues de substitution. On estime que sur une population de 14 ou 15 millions d’occitans, il n'y en a qu'entre 110 000 et 500 000 capables de parler l’occitan couramment, même si les occasions sont désormais rares pour le faire. Le mouvement occitaniste continue de revendiquer une place pour l'Occitan en essayant de la réhabiliter comme langue de communication.

## Statut de l'occitan

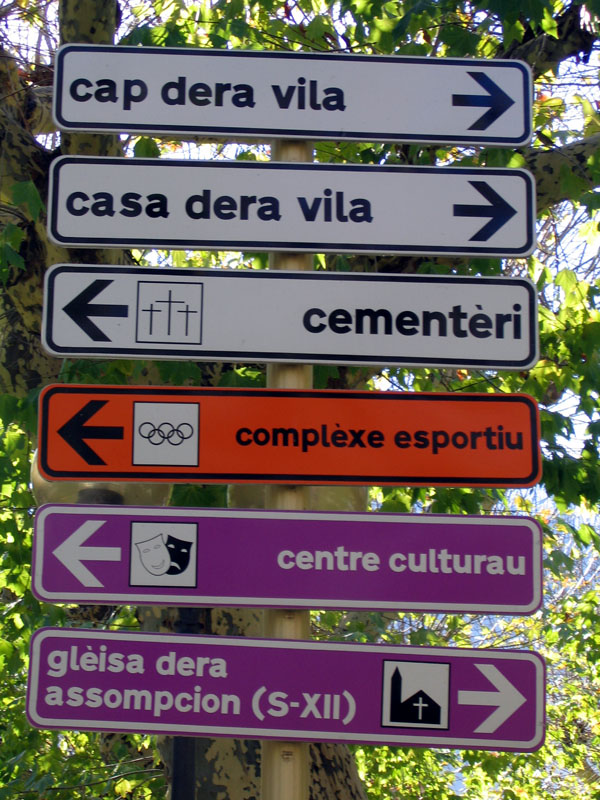
Signalisation officielle en occitan à Bossòst, Val d'Aran

En 1990, l'occitan a obtenu la reconnaissance comme langue officielle du Val d'Aran (à côté du catalan et du  castillan) et en 2006 elle a été théoriquement étendue à toute la région de la  Catalogne. Depuis 1999, dans les Valadas Occitanas et à La Gàrdia, la loi italienne nº482 reconnaît l'occitan comme langue protégée et  facilite son usage institutionnel et scolaire sans toutefois la reconnaître comme officielle. En France, il n'y a pas de reconnaissance officielle, et l'état ne tolère l'Occitan que de façon marginale comme option dans le système éducatif loi Deixonne de 1951 ; le Code de l’éducation qui le remplace ne mentionne pas les langues régionales reconnues tout comme la Constitution française de 2008 qui parle seulement de  langues régionales sans les nommer. Même s'il y a une place marginale dans les médias, elle n'est pas de nature à enrayer l'abandon de l'occitan.

## Autres langues en Occitanie

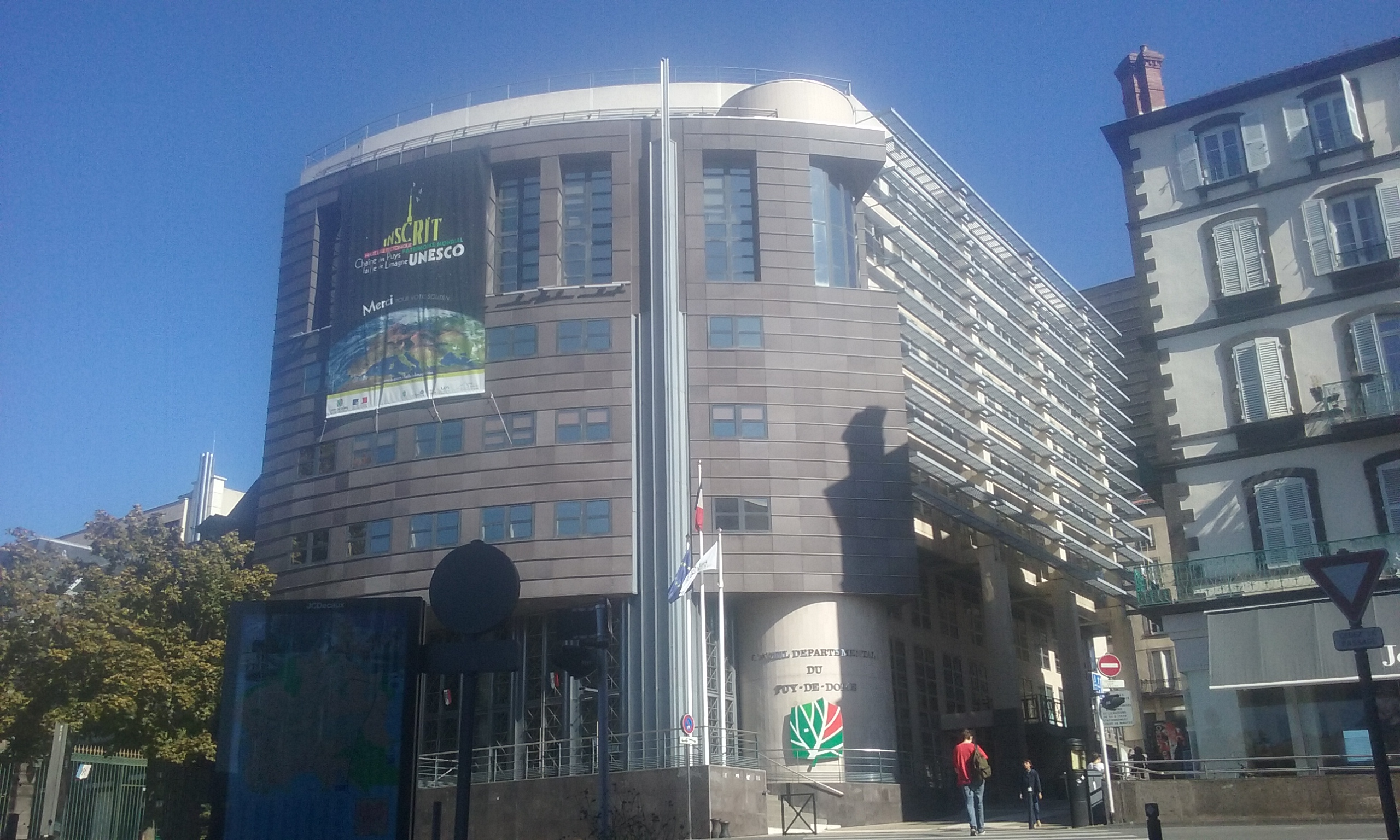
Occitanie : Clermont-Ferrand, la capitale d'Auvergne

En plus des trois langues dominantes — français, italien et espagnol — il faut aussi mentionner la présence d'autres langues en Occitanie:
- Le ligure, dans sa variété monégasque, se parle à Monaco à côté de l'occitan qui est aussi une langue traditionnelle. Le roiasc, dans le Val de Ròia, est un parler de transition entre occitan et ligure. Le mentonais en est un autre entre l'occitan niçois et le ligure
- L'aguiainais se parlait autrefois dans deux enclaves au nord de la Gascogne (Petite Gavacherie, Le Verdon-sur-Mer).
- Le basque est arrivé avec l'exode rural dans le Bas Adour.
- De même le catalan est plus connu dans le Val d'Aran.
- Le piémontais a pénétré dans la partie basse des Valadas Occitanas.
- Des langues issues de l'immigration sont présentes, en particulier l'arabe le berbère, le corse, l'arménien et même l'espagnol et l'italien dans toute l'Occitanie.